# Église Saint-Clément de Souk El Khemis
L'église Saint-Clément de Souk El Khemis, située dans la ville de Bou Salem (anciennement Souk El Khemis) en Tunisie, est une église catholique construite entre  1900 et 1909 pendant le protectorat français. Cédée au gouvernement tunisien en 1964, elle abrite désormais une salle des fêtes privée accueillant des mariages ou des rencontres culturelles.

## Historique de l'église
De 1898 à 1907, ce sont les pères blancs qui viennent de Thibar pour célébrer les offices dans des locaux mis à disposition le temps de la messe. La création de la paroisse en 1907 justifie l'envoi d'un prêtre permanent. L'abbé Roussel arrive la même année pour « lancer la petite église, construire le presbytère et s'occuper du jardin où il planta des orangers ». On compte alors 862 fidèles dans la paroisse.
Consacrée à saint Clément, l'église est bâtie suivant les plans de l'architecte V. Lacour et de l'ingénieur H. Estratat.
De style néo-roman, l'édifice se présente sous la forme d'une nef unique sans transept, architecture dominante parmi les églises rurales de Tunisie. Le clocher, appelé clocher-porche, est composé d'une tour dont la partie inférieure forme un porche voûté par lequel on accède à l'église, disposition que l'on retrouve dans une dizaine d'églises tunisiennes.

## Bâtiment après l'indépendance
Après l'indépendance de la Tunisie en 1956, l'installation de l'Armée de libération nationale algérienne dans la zone frontalière dès le début de la guerre d'Algérie rend difficile la cohabitation avec les colons français. La dégradation de la situation sécuritaire justifie le protocole franco-tunisien du 8 mai 1957 qui permet au gouvernement tunisien de racheter avec des fonds français les 288 propriétés situées dans la zone concernée. Toute la population européenne n'a d'autre choix que de quitter la ville et l'église est fermée faute de fidèles.
Le sort de l'édifice est réglé par le modus vivendi signé entre le gouvernement tunisien et le Vatican le 10 juillet 1964. L'église est cédée au gouvernement tunisien avec l'assurance qu'elle ne sera utilisée qu'à des fins d'intérêt public compatibles avec son ancienne destination.
Elle abrite actuellement la salle des fêtes de la ville.

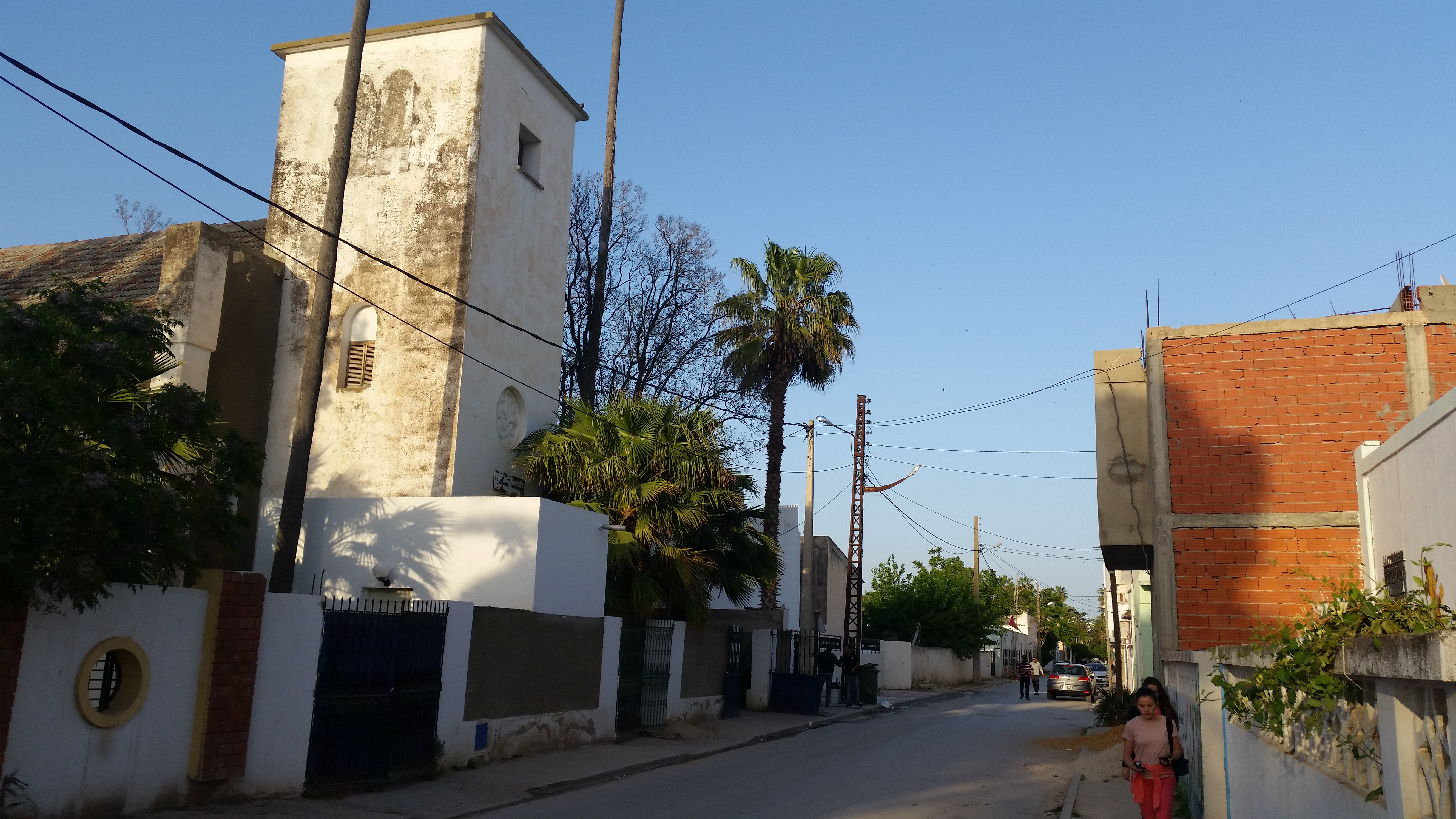
Vue générale côté ouest.
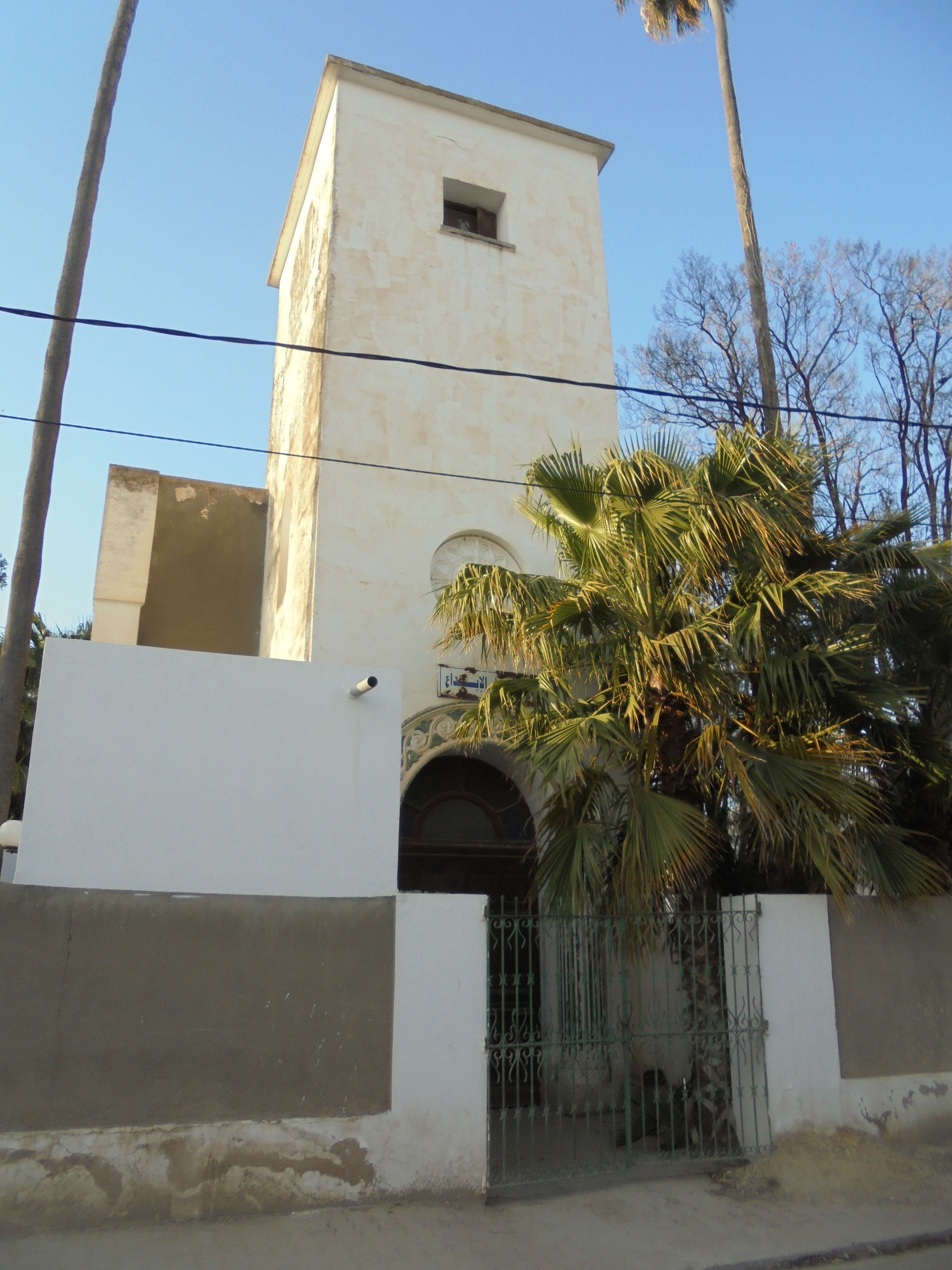
Façade sud.
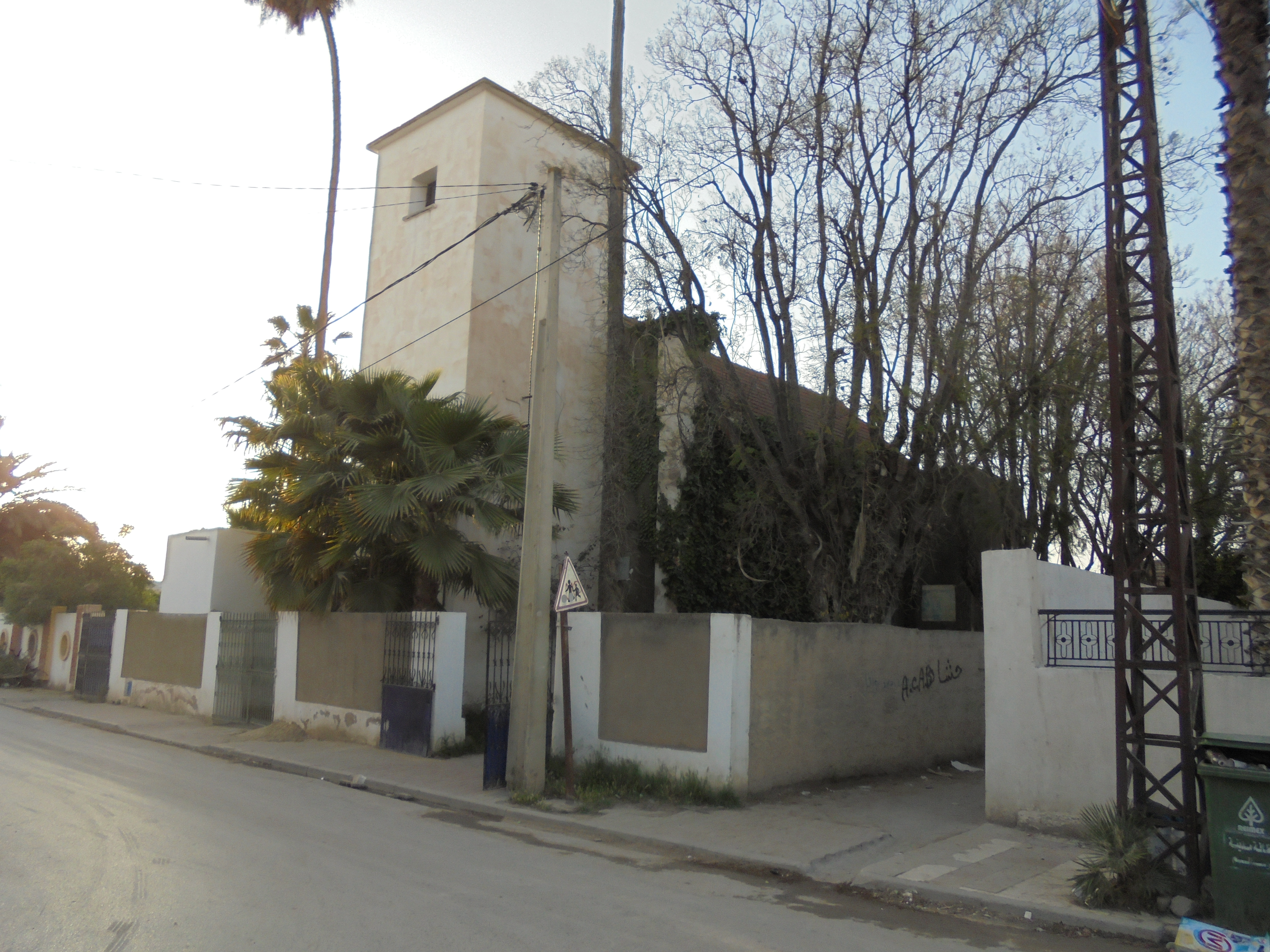
Vue générale côté est.
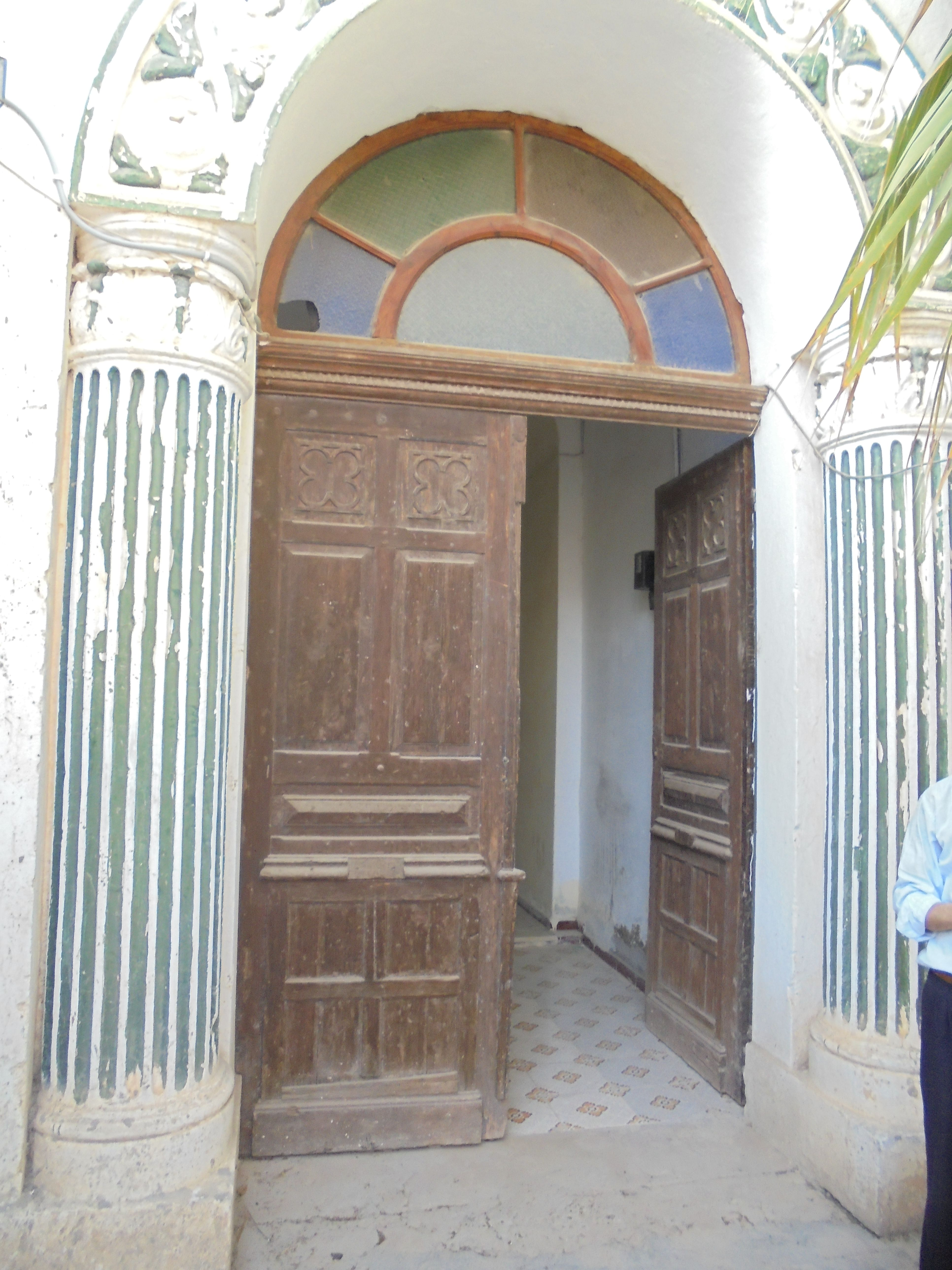
Portail d'accès.
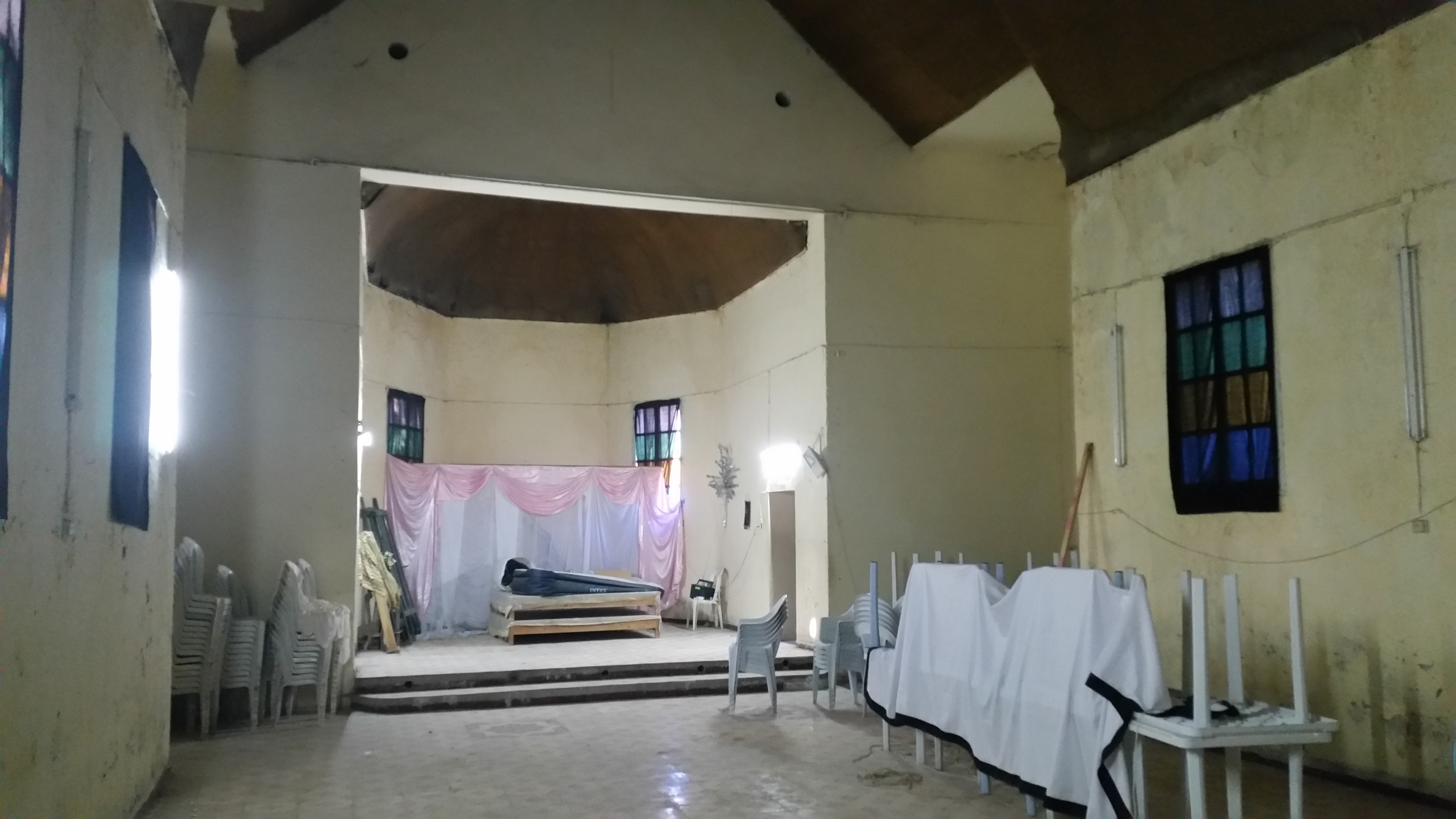
Intérieur côté autel.
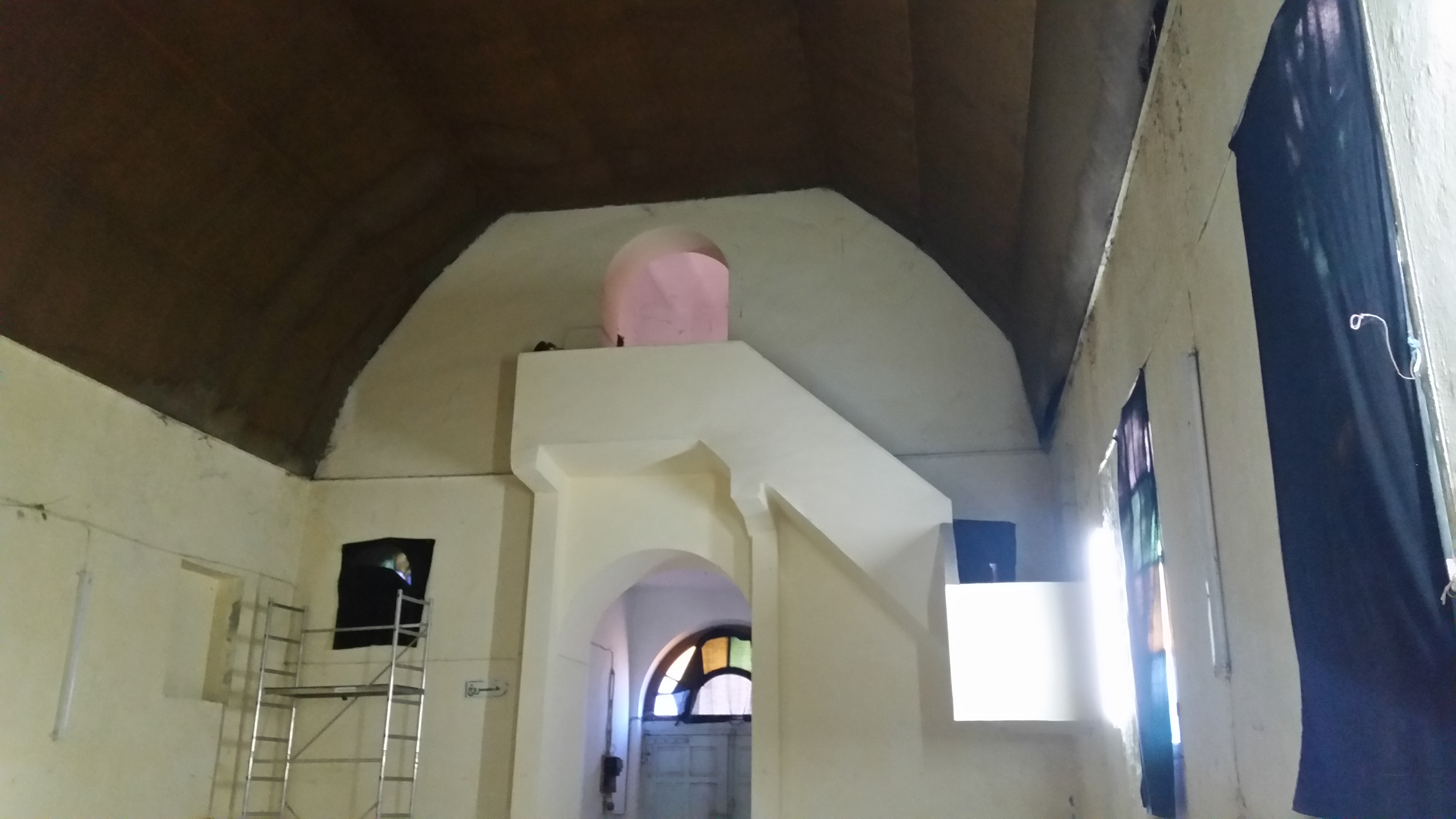
Vue générale côté tribune.

## Ecclésiastiques responsables de la paroisse
- Abbé Roussel (1907-1923) ;
- Abbé Nicolas (1923-1927) ;
- Abbé Bonjean (1927-1932) ;
- Abbé Minar (1932-?).